# SkyBox Labs
SkyBox Labs Inc. é um  estúdio independente canadense de jogos eletrônicos, localizado em Burnaby, BC. A empresa foi fundada em 2011 por ex-funcionários da EA Vancouver, e é conhecida por ter uma forte parceria com a Xbox Game Studios, atuando como co-desenvolvedores nas franquias Halo, Age of Empires e Minecraft.
Em 2021, a empresa lançará seu maior trabalho co-desenvolvido com a 343 Industries, Halo Infinite, o próximo capítulo da saga de Master Chief, que será um dos títulos da janela de lançamento do novo console da Microsoft, o Xbox Series X|S.

## Jogos produzidos
Estes são todos os jogos produzidos ou co-produzidos pela SkyBox Labs, separado para cada editora/publicadora com suas respectivas plataformas de lançamento:
Com a Microsoft Studios/Xbox Game Studios
| Título                                     | Publicadora       | Plataforma                                            | Ano de lançamento | Notas                                       |
| ------------------------------------------ | ----------------- | ----------------------------------------------------- | ----------------- | ------------------------------------------- |
| Kinect Nat Geo TV                          | Microsoft Studios | Xbox 360 com Kinect                                   | 2012              | Co-desenvolvido pela Relentless Software    |
| Age of Empires II HD: The Forgotten        | Microsoft Studios | Windows 8                                             | 2013              | Remasterização                              |
| Age of Mythology: Extended Edition         | Microsoft Studios | Windows 8                                             | 2014              | Remasterização                              |
| Rise of Nations: Extended Edition          | Microsoft Studios | Windows 8                                             | 2014              | Remasterização                              |
| Project Spark                              | Microsoft Studios | Xbox One, Xbox 360 e Windows 8                        | 2014              |                                             |
| Halo: The Master Chief Collection          | Microsoft Studios | Xbox One                                              | 2014              | Co-desenvolvido com 343 Industries e Bungie |
| Age of Empires II HD: The African Kingdoms | Microsoft Studios | Windows 10                                            | 2015              | Co-desenvolvido com Forgotten Empires Games |
| Age of Mythology: Tale of the Dragon       | Microsoft Studios | Windows 10                                            | 2016              | Co-desenvolvido com Forgotten Empires Games |
| Halo 5: Forge                              | Microsoft Studios | Xbox One                                              | 2016              |                                             |
| Age of Empires II HD: Rise of the Rajas    | Microsoft Studios | Windows 10                                            | 2016              | Co-desenvolvido com Forgotten Empires Games |
| Minecraft: Bedrock Edition                 | Microsoft Studios | Xbox One, Windows 10, PlayStation 4 e Nintendo Switch | 2018              |                                             |
| Stela                                      | Xbox Game Studios | Xbox One e Windows 10                                 | 2019              |                                             |
| Halo Infinite                              | Xbox Game Studios | Xbox Series X, Xbox One e Windows 10                  | 2021              | Co-desenvolvido com 343 Industries          |

Com a DeNA
| Título           | Publicadora | Plataforma    | Ano de lançamento |
| ---------------- | ----------- | ------------- | ----------------- |
| Military Masters | DeNA        | Android e iOS | 2014              |
| Protocol Zero    | DeNA        | Android e iOS | 2015              |

Com a Electronic Arts
| Título        | Publicadora     | Plataforma               | Ano de lançamento | Notas                         |
| ------------- | --------------- | ------------------------ | ----------------- | ----------------------------- |
| EA Sports UFC | Electronic Arts | Xbox One e PlayStation 4 | 2014              | Co-desenvolvido com EA Canada |